# Gazeta Sporturilor
Gazeta Sporturilor este o publicație electronică de știri din sport din România. Ziarul cu același nume a înființat în 1924 iar ediția tipărită a existat până la 1 noiembrie 2023, ulterior rămânând doar extensia sa digitală, GSP.ro, care este unul dintre cele mai urmărite site-uri de sport din țară. Majoritatea articolelor publicației sunt despre fotbal, însă ea acoperă și cele mai importante evenimente din alte sporturi din România și din străinătate.
Gazeta a fost al treilea cel mai longeviv cotidian de sport din Europa cu 99 de ani publicare neîntreruptă.

## Istorie
Presa strict sportivă în România a început în anul 1880 cu bilunarul Sportul, dispărut după 3 trei ediții. Au urmat mai multe publicații cu caracter sportiv, dintre cele cu viață mai lungă menționând Sportul (1906-16), Revista Automobilă (1908-1922), Ecoul Sportiv (1921-24). În februarie 1924 a apărut un ziar cu două apariții pe săptămână, numit Sportul. Acesta, cu același conținut ca și viitoarea Gazetă a Sporturilor și-a încetat apariția în februarie 1925.
Ziarul Gazeta Sporturilor a apărut începând cu 14 septembrie 1924, cu apariție de patru ori pe săptămână, apoi numai de două ori, în timpul iernii și trei apariții vara. Din 1934 devine cotidian. Ziarul și-a încetat apariția temporar, între 3 iulie și 6 octombrie 1940, reapărând ca publicație legionară condusă de camaradul Virgil Popescu, în scurta perioadă în care gruparea lui Horia Sima s-a aflat în fruntea guvernului. Până atunci, Gazeta a concurat pe piața sportivă cu Sportul Zilnic (1934), Sportul Capitalei (1937-40), Universul Sport (1938-42) și cu cotidienele generaliste care au oferit spații importante sporturilor (Dimineața, Universul, Curentul, Temesvari Hirlap, Temesvarer Zeitung în Timișoara, Ellenzek in Cluj. După Al Doilea Război Mondial și instaurarea regimului comunist în România, a funcționat o perioadă în paralel cu nou-înființatul Sportul Popular (20 martie 1945).
Gazeta decade prin concurența cu Sportul Popular și dispare la 18 aprilie 1947. Astfel, amintitul Sportul Popular, devenit de la 11 noiembrie 1967 Sportul, a rămas vreme îndelungată singurul cotidian de sport din acea țară. Pe 23 decembrie 1989, pe când regimul Ceaușescu se prăbușea, colectivul său redacțional a hotărât să boteze publicația Gazeta Sporturilor cotidianului de sport înființat în anii 1920, păstrându-și până în prezent acest nume. Ulterior, în timp, a trecut prin mânile mai multor societăți. Site-ul rulează și subdomeniul stirinebune.gsp.ro., care „abundă în materiale și fotografii cu fete sumar îmbrăcate”.
În anul 2000, ziarul a avut vânzări medii de circa 26.026 de copii (locul 2 ca ziar sportiv după Pro Sport), avansând până la 64.795 de exemplare în anul 2009, devenind lider pe piața ziarelor sportive.
După o perioadă în care s-a aflat în posesia trustului elvețian Ringier, Gazeta Sporturilor a intrat din iunie 2003 în trustul Intact, dar a păstrat mereu o distanță editorială și managerială față de celelalte produse din grup, cum ar fi Antena 1, Antena 3 sau Jurnalul Național. După 15 ani în care a dominat piața pe print și de online, Gazeta Sporturilor a fost din nou achiziționată de Ringier în august 2018. De data aceasta, GSP a devenit parte a companiei Ringier Sportal, un joint-venture între trustul elvețian de presă Ringier România și grupul bulgar Sportal Media Group.
Ovidiu Ioanițoaia deține funcția de director al ziarului.
Gazeta Sporturilor a fost editată de Convergent Media SA parte a Intact Media Group, firmă care a avut în 2006 o cifră de afaceri de 6,5 milioane de euro și un profit de 700.000 de euro.
Acționarii firmei sunt fiicele lui Dan Voiculescu.
Grupul Intact Media Group a avut un canal TV numit GSP TV. Acesta a fost lansat pe data de 26 iulie 2008 și a fost închis, locul lui fiind luat de televiziunea cu specific muzical ZU TV la 3 aprilie 2014.
În 2023, ediția tipărită a Gazetei Sporturilor a fost închisă. Ultimul număr a apârut pe 1 noiembrie 2023.
Din 1966 acordă, anual, premiul de Fotbalistul român al anului. Tradiția a evoluat în ancheta Superlativele GSP, în cadrul căreia se premiază cel mai bun fotbalist al anului, cel mai bun antrenor al anului, cel mai bun jucător străin de fotbal și sportivul anului. Aceste sunt acordate în urma centralizării voturilor publicului, jurnaliștilor, căpitanilor, antrenorilor și oficialilor echipelor din Liga 1, dar și ale specialiștilor din cadrul Federațiilor sportive din România.

## Controverse
În februarie 2017, Gazeta a anunțat eronat că Muzeul de Geologie ar avea un depozit cu material radioactiv extrem de periculos.
Într-un inverviu acordat pe data de 10 august 2017, selecționerul naționalei de atunci, Christoph Daum, a declarat faptul că „pentru mine, acest ziar este bun doar pentru a pune peștele in el.”

## Suplimente
Suplimentul Campionii a fost o revistă ce apărea în 6 numere pe an începând cu 2006, trustul anunțând un tiraj mediu de 18.000 de exemplare.

## Conducerea ziarului
- Gazeta Sporturilor are o redacție consistentă, cu peste 50 de jurnaliști, formată din reporteri, redactori, fotoreporteri, cameramani, editori, tehnicieni șamd.
- Din echipa Gazetei Sporturilor fac parte acum unii dintre cei mai apreciați jurnaliști din presa sportivă din România: Luminița Paul, Marius Mărgărit, Justin Gafiuc, Eduard Apostol, Daniel Scorpie, Aurelian Botezatu, Andrei Crăițoiu șamd[16].
- Emanuel Valeriu - redactor șef în perioada 1968-1970[17]